# 大阪市交通事業振興公社
大阪市交通事業振興公社（おおさかしこうつうじぎょうしんこうこうしゃ）は、かつて存在した日本の財団法人。大阪市が全額出資する外郭団体であった。大阪市交通局の監理団体のひとつ。

## 概要
※移管直前のデータ
- 所在地：大阪市西区九条南2丁目34番3号
- 資本金：1896万円
- 従業員：223人

## 事業内容
- 調査研究業務
- 駅務機器維持管理業務
- 昇降機等維持管理業務
- 清掃業務
- 受付警備業務等
- 公社所管用地及び建物の管理運営
- 交通局所管用地及び建物の管理運営

## 沿革
- 1979年8月1日 - 設立。
- 2007年3月31日 - 交通サービス株式会社に業務を移管し解散。